# Соснівський район (Рівненська область)
Соснівський район (до 1946 року — Людвипільський) — колишній район у складі Ровенської області Української Радянської Соціалістичної Республіки. Адміністративним центром було смт (до 1959 року — село) Соснове (до 1946 року — Людвипіль).

## Історія
Людвипільський район з центром у селі Людвипіль у складі Ровенської області утворений з Людвипільської волості Костопільського повіту відповідно до указу Президії Верховної Ради Української РСР від 17 січня 1940 року. На початку 1941 року в Людвипільському районі працювало 165 учителів перших — сьомих класів.
1 вересня 1941 року німецька влада включила серед інших Людвипільський район до складу новоствореного Костопільського ґебіту генеральної округи Волинь-Поділля Райхскомісаріату Україна. Площа району тоді становила 898 км², населення — 39 592 осіб. Під час Другої світової війни в районі було активним підпілля ОУН, яке на початку лютого 1943 року мало сутички з партизанським загоном Сидора Ковпака, що проходив рейдом територією району. За повідомленнями українського націоналістичного підпілля в районі також діяли більшовицькі та польські банди, які нападали на села, спалювали господарства, грабували та вбивали людей. Після зайняття Людвиполя радянськими військами районні установи тимчасово (до 10 квітня 1945 року) розміщувалися в селі Стара Гута, оскільки районний центр внаслідок бойових дій був сильно спустошений.
7 березня 1946 року село Людвипіль перейменоване на Соснове, а 20 березня того ж року Людвипільський район — на Соснівський. У 1950 році почалася кампанія з виключення з колгоспів «бандпособницьких» родин, станом на 20 червня 1950 року в Соснівському районі було виключено 25 родин (такі виключені родини надалі підлягали виселенню за межі УРСР). Указом Президії Верховної Ради Української РСР від 18 жовтня 1950 року в Соснівському районі було ліквідовано Антолинську та Кудрянську сільські ради. У 1959 році Соснове отримало статус селища міського типу. Указом Президії ВР УРСР від 21 січня 1959 року «Про ліквідацію деяких районів Ровенської області» територія Межиріцького та Тучинського районів частково серед інших була приєднана до Соснівського району. Згідно з указом Президії Верховної Ради Української РСР від 30 грудня 1962 року «Про укрупнення сільських районів Української РСР» Соснівський район увійшов до складу сусіднього Березнівського району.

## Адміністративний поділ
Адміністративний поділ станом на 1 вересня 1946 року:
- Антолинська сільська рада
  - село Антолин
  - хутір Березняки
  - хутір Луговий
  - хутір Марульчин
  - хутір Переритка
  - хутір Пересіки
  - хутір Студне
- Бистрицька сільська рада
  - село Бистричі
  - хутір Бистричі
- Більчаківська сільська рада
  - село Більчаки
  - хутір Качани
- Ведмедівська сільська рада
  - село Ведмедівка
  - село Грушівська Гута
  - хутір Перекопи
- Великоселищанська сільська рада
  - село Великі Селища
  - хутір Глинища
  - хутір Курінь
  - хутір Папірня
- Глибочецька сільська рада
  - село Глибочок
  - хутір Глибочанка
  - хутір Застав'я
  - хутір Йосипівка
- Грушівська сільська рада
  - село Грушівка
  - хутір Городище
  - хутір Кам'янка
- Губківська сільська рада
  - село Губків
- Дерманківська сільська рада
  - село Дерманка
  - хутір Гранне
- Друхівська сільська рада
  - село Друхів
  - хутір Березина
  - хутір Боролівка
  - хутір Серьогівка
- Колодязна сільська рада
  - село Колодязне
  - хутір Корнелин
- Кудрянська сільська рада
  - село Кудрянське
  - хутір Кудрянка
  - хутір Хвоїнка
- Левачівська сільська рада
  - село Левачі
  - хутір Количів
  - хутір Корецька Гута
  - хутір Маркова Гута
  - хутір Нова Гута
- Марининська сільська рада
  - село Маринин
  - хутір Майдан
- Погорілівська сільська рада
  - село Погорілівка
  - хутір Мокре
  - Морозівка
  - хутір Рудня-Погорілівська
- Прислуцька сільська рада
  - село Прислуч
  - хутір Минятин
- Совпівська сільська рада
  - село Совпа
  - хутір Рудня
- Соснівська сільська рада
  - село Соснове
  - хутір Пором
- Устенська сільська рада
  - село Устенське
  - хутір Франкопіль
- Устівська сільська рада
  - село Устя
  - хутір Наказів
  - хутір Суконне
  - хутір Шопи
- Хмелівська сільська рада
  - село Хмелівка
  - хутір Вороб'ївка
  - хутір Довга Нива
  - хутір Максимілянівка
- Хотинська сільська рада
  - село Хотинь
- Яцковицька сільська рада
  - село Яцковичі
  - хутір Мала Якубівка
  - хутір Поташня

## Населення
У часи німецької окупації населення району становило 39 592 осіб. У 1945 році поляки становили 28 % населення району. На кінець 1945 року у рамках польсько-українського обміну населенням з Польщі до Людвипільського району за планом мали переселити 3576 осіб. За переписом УРСР 1959 року чисельність населення району становила 33 377 осіб, з них 14 997 — чоловіків та 18 380 — жінок.